# Avies

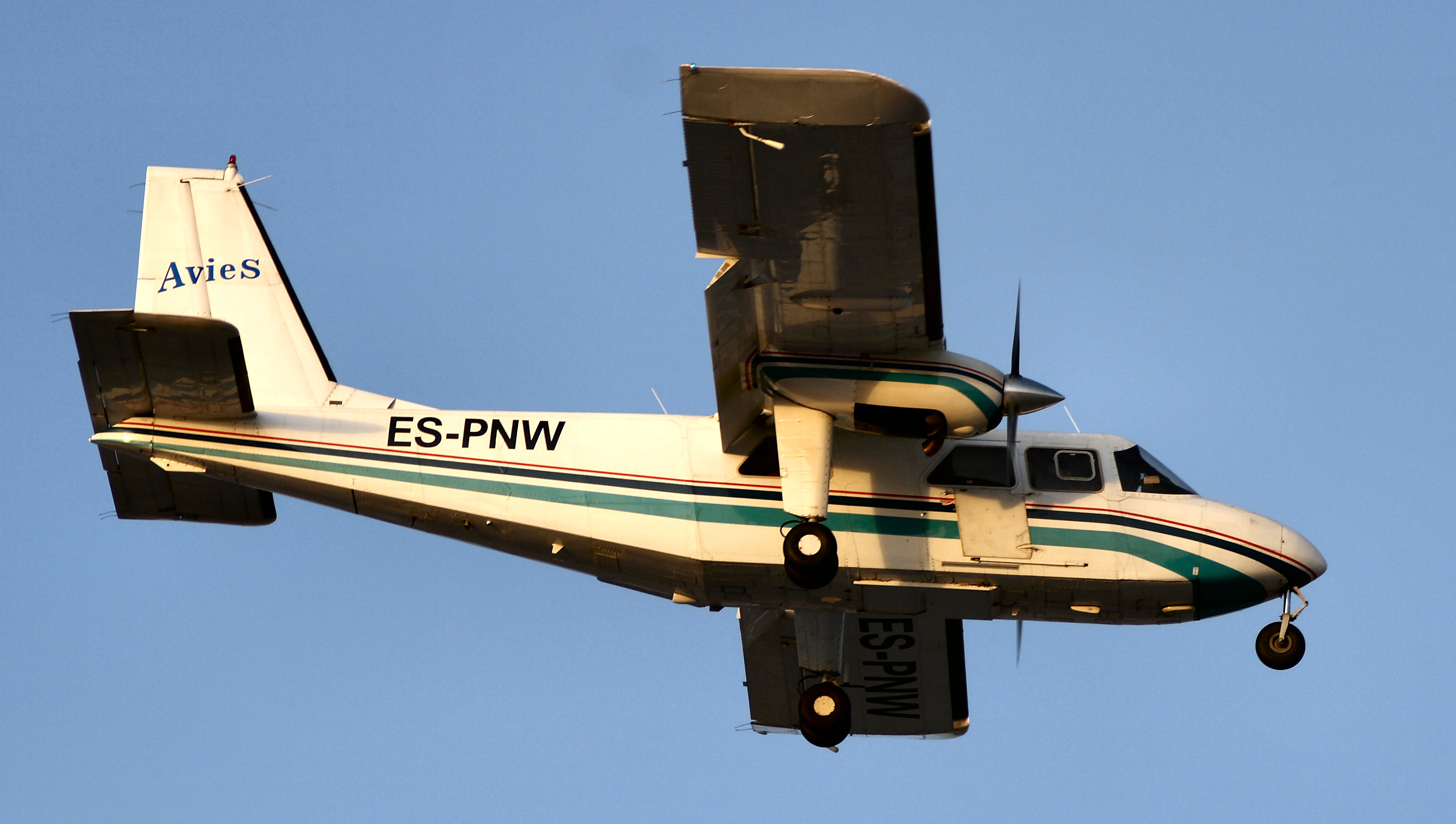
Britten-Norman Islander of Avies, 2008

Avies var ett estniskt flygbolag grundat 1991, som mellan 2011 och 2015 flög linjer i Sverige. Flygbolaget gick i konkurs 2016.
Linjerna i Sverige flögs med plan av typen British Aerospace Jetstream 32 med 19 säten.

## Rutter

### Sverige
- Tallinn–Stockholm-Arlanda

Avies flög tills mars 2015 Luleå-Pajala, Arlanda–Hagfors–Torsby och Arlanda–Mora–Sveg, men Trafikverket bröt då avtalet. Avies flög ibland även Sveg–Tallinn och Pajala–Tallinn med passagerare i samband med underhåll på planen i Tallinn.

### Estland
- Tallinn–Kärdla
- Tallinn–Kuressaare